# Иван Крндељ
Иван Крндељ (Близнаци, поред Мостара, 3. новембар 1888 — Дотршћина, 17. јул 1941) био је секретар Покрајинског синдикалног већа и члан Покрајинског комитета за Хрватску и Славонију.

## Биографија
Радио је као службеник. Члан Комунистичке партије Југославије постао је 1919. године. Након тога је био комунистички градски заступник и посланик у Скупштини за град Загреб све до забране деловања КПЈ 1921. године, секретар Покрајинског синдикалног већа, члан Покрајинског комитета за Хрватску и Славонију, делегат Загребачке партијске организације на Трећем конгресу КПЈ, кандидат на листи Независне радничке партије Југославије (НРПЈ) за округ Загреб 1925, те носилац листе Радничко-сељачко републиканског савеза.
За време Шестојануарске диктатуре, 1929. године је ухапшен и конфиниран у Крапину. Илегално одлази у СССР, где ради као управитељ Југословенског сектора Комунистичког универзитета националних мањина Запада (КУНМЗ), затим у апарату Профинтерне до 1934. године. 
Враћа се на рад у Централни комитет КПЈ 1936. године. Након повратка у земљу, 1939. године, ухапшен је и интерниран у Лепоглаву. Пуштен је и поново ухапшен 31. мартa 1941. године и интерниран у концентрациони логор Керестинец. Усташе су га стрељали у Дотршћини 17. јулa 1941. године.